# Lower Whitley
Lower Whitley lub Whitley Inferior – wieś w Anglii, w hrabstwie Cheshire, w dystrykcie (unitary authority) Cheshire West and Chester, w civil parish Whitley. Leży 24 km od miasta Chester. W 1931 roku civil parish liczyła 171 mieszkańców.